# دمیتری سرگیف
دمیتری سرگیف (روسی: Дмитрий Николаевич Сергеев؛ زادهٔ ۲۲ دسامبر ۱۹۶۸) جودوکار اهل روسیه بود.